# Bactrocera aberrans
Bactrocera aberrans är en tvåvingeart som först beskrevs av Hardy 1951.  Bactrocera aberrans ingår i släktet Bactrocera och familjen borrflugor. Inga underarter finns listade.